# SPFS
SPFS neboli Systém pro převod finančních zpráv (rusky Система передачи финансовых сообщений) je ruský ekvivalent systému finančních převodů SWIFT, který vyvinula Centrální banka Ruské federace. Systém byl vyvíjen od roku 2014, kdy vláda Spojených států pohrozila odpojením Ruské federace od systému SWIFT. 
Od června 2024 je tento systém Evropskou radou zakázán pro banky EU mimo Rusko
a ve varování vydaném v listopadu 2024 americký OFAC varoval, že instituce, které se do systému zapojí po vydání tohoto varování, budou vystaveny agresivnímu postihu.
Dne 16. ledna 2024 oznámil první místopředseda ruské centrální banky, že ve 3. čtvrtletí 2023 byly k SPFS připojeny další čtyři země, čímž se celkový počet zvýšil na 20, spolu s 550 organizacemi, z nichž 150 bylo ze 16 zahraničních zemí.